# Puerta del Sauz de Puruagua
Puerta del Sauz de Puruagua är en ort i Mexiko.   Den ligger i kommunen Jerécuaro och delstaten Guanajuato, i den södra delen av landet, 150 km väster om huvudstaden Mexico City. Puerta del Sauz de Puruagua ligger 1 962 meter över havet och antalet invånare är 248.
Terrängen runt Puerta del Sauz de Puruagua är platt åt sydväst, men åt nordost är den kuperad. Runt Puerta del Sauz de Puruagua är det ganska tätbefolkat, med 104 invånare per kvadratkilometer. Närmaste större samhälle är Maravatío, 13,3 km söder om Puerta del Sauz de Puruagua. Trakten runt Puerta del Sauz de Puruagua består till största delen av jordbruksmark.